# Station Mersch
Station Mersch (Luxemburgs: Gare Miersch) is een spoorwegstation in de plaats en gemeente Mersch in Luxemburg
Het station ligt aan lijn 1, Luxemburg - Troisvierges. Het wordt beheerd door de Luxemburgse vervoerder CFL.

## Treindienst
| Serie         | Treinsoort             | Route                                                       | Bijzonderheden                                        |
| ------------- | ---------------------- | ----------------------------------------------------------- | ----------------------------------------------------- |
| IC 33         | Intercity (NMBS / CFL) | Liers – Luik-Guillemins – Gouvy – Mersch – Luxemburg        | Rijdt in het weekend 1×/2u. tussen Liers - Luxemburg. |
| RE 3700       | Regional-Express (CFL) | Luxemburg – Mersch – Ettelbruck – Kautenbach – Troisvierges | Halfuursdienst met RE 3800.                           |
| RE 3800       | Regional-Express (CFL) | Luxemburg – Mersch – Ettelbruck – Kautenbach – Troisvierges | Halfuursdienst met RE 3700.                           |
| RE 7600P 7605 | Regional-Express (CFL) | Gouvy – Mersch – Luxemburg                                  | Rijdt alleen op werkdagen.                            |
| RE 8600P 8640 | Regional-Express (CFL) | Luxemburg – Mersch – Gouvy                                  | Rijdt alleen op werkdagen.                            |
| RB 3400       | Regionalbahn (CFL)     | Luxemburg – Mersch                                          | Enkele treinen per dag.                               |
| RB 3500       | Regionalbahn (CFL)     | Luxemburg – Mersch – Ettelbruck – Diekirch                  | Halfuursdienst met RB 3600.                           |
| RB 3600       | Regionalbahn (CFL)     | Luxemburg – Mersch – Ettelbruck – Diekirch                  | Halfuursdienst met RB 3500.                           |

Dienstregeling 2020
| Treintype | Treinserie      | Verbinding                                                  | Vorige station | Volgende station | Dienstregeling      | Bijzonderheden                                                                                      |
| --------- | --------------- | ----------------------------------------------------------- | -------------- | ---------------- | ------------------- | --------------------------------------------------------------------------------------------------- |
| RE        | 3700            | Troisvierges - Luxemburg                                    | 1x/om de 2u    |                  |                     | |
| RE        | 400 3800        | Troisvierges - Luxemburg - Rodange Troisvierges - Luxemburg | Walferdange    | 1x per uur       | Niet in het weekend | |
| RB        | 3500 3600       | Diekirch - Luxemburg                                        | Cruchten       | Lintgen          | 2x per uur          | Zondagochtend 1x per uur                                                                            |
| RE        | 3400 7400 86500 | (Mersch -) Luxemburg - Rodange (- Longwy)                   | X              | Dommeldange      | 2x per uur/Spits    | Rijdt alleen in de spits tussen Mersch en Luxemburg RE 3400 rijdt alleen tussen Mersch en Luxemburg |

CFL Lijn 1:
Luxemburg · Pfaffenthal-Kirchberg · Dommeldange · Walferdange · Heisdorf · Lorentzweiler · Lintgen · Mersch · Cruchten · Colmar-Berg · Schieren · Ettelbruck · Michelau · Goebelsmühle · Kautenbach · Wilwerwiltz · Drauffelt · Clervaux · Maulusmühle · Troisvierges · Bellain

CFL Lijn 1a: Ettelbruck · Diekirch

CFL Lijn 1b: Kautenbach · Merkholtz · Paradiso · Wiltz · Winseler · Schleif · Schimpach-Wampach
Zie ook: CFL Lijn 2 · CFL Lijn 3 · CFL Lijn 4 · CFL Lijn 5 · CFL Lijn 6 · CFL Lijn 6a · CFL Lijn 6b · CFL Lijn 6c · CFL Lijn 7